# Castilleja minor
Castilleja minor är en snyltrotsväxtart som först beskrevs av Samuel Frederick Gray, och fick sitt nu gällande namn av Samuel Frederick Gray. Castilleja minor ingår i släktet målarborstar, och familjen snyltrotsväxter.

## Underarter
Arten delas in i följande underarter:
- C. m. exilis
- C. m. spiralis
- C. m. stenantha

## Bildgalleri

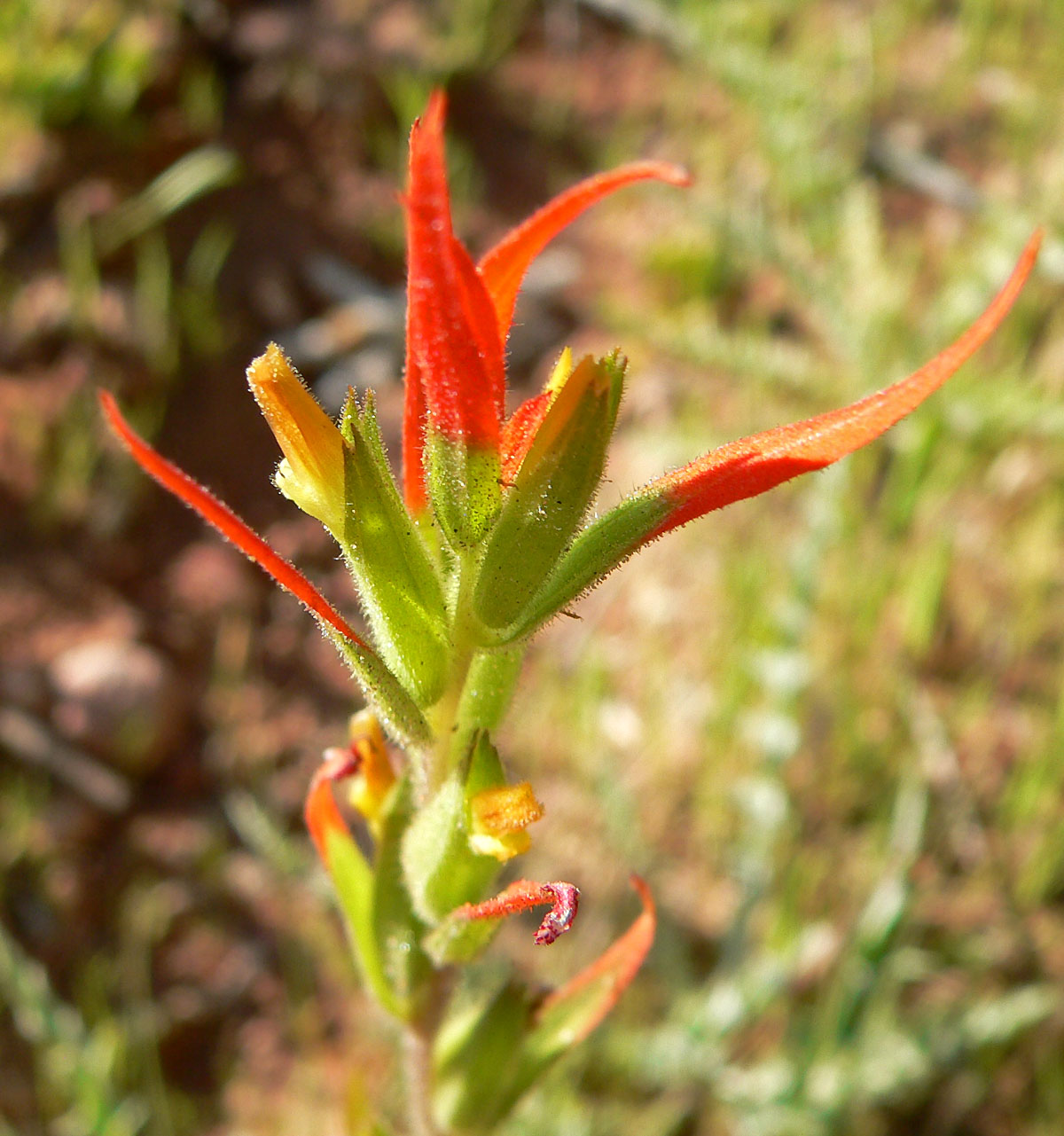